# Eupithecia interpunctaria
Eupithecia interpunctaria là một loài bướm đêm trong họ Geometridae.